# Stephan Cohn-Vossen
Stephan Cohn-Vossen (Wrocław, 28 de maio de 1902 — Moscou, 25 de junho de 1936) foi um matemático alemão.

## Carreira
É conhecido por sua colaboração com David Hilbert no livro Anschauliche Geometrie, publicado em 1932, e traduzido para o inglês como Geometry and the Imagination.
Obteve o doutorado em 1924 na Universidade de Wrocław. Tornou-se professor da Universidade de Colônia em 1930.
Foi impedido de lecionar em 1933 pela legislação racial do nazismo, por ser judeu. Em 1934 imigrou para a União Soviética, auxiliado por Herman Müntz. Lecionou na Universidade Estatal de São Petersburgo. Morreu em Moscou, vitimado por pneumonia.

## Publicações
- com Hilbert: Anschauliche Geometrie. Springer 1932, 1996.
- Singularitäten konvexer Flächen. Mathematische Annalen Bd. 97, Nr. 1, 1927, S. 377–386.
- Die parabolische Kurve, Mathematische Annalen, Bd. 99, Nr. 1, 1928, S. 273–308.
- Unstarre geschlossene Flächen. Mathematische Annalen Bd. 102, Nr. 1, 1930, S. 10–29.
- Kürzeste Wege und Totalkrümmung auf Flächen, Compositio Mathematica, Bd. 2, 1935, S. 69–133.
- Existenz kürzester Wege. Compositio Mathematica, Bd. 3, 1936, S. 441–452.
- Die Kollineationen des n-dimensionalen Raumes, Mathematische Annalen, Bd. 115, Nr. 1, 1938, S. 80–86.